# Bartolomeo Eustachi

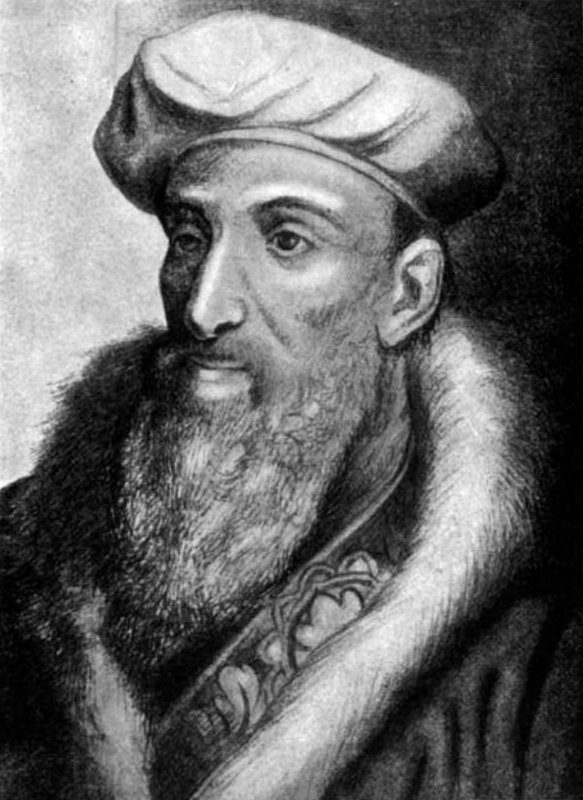
Bartolomeo Eustachi

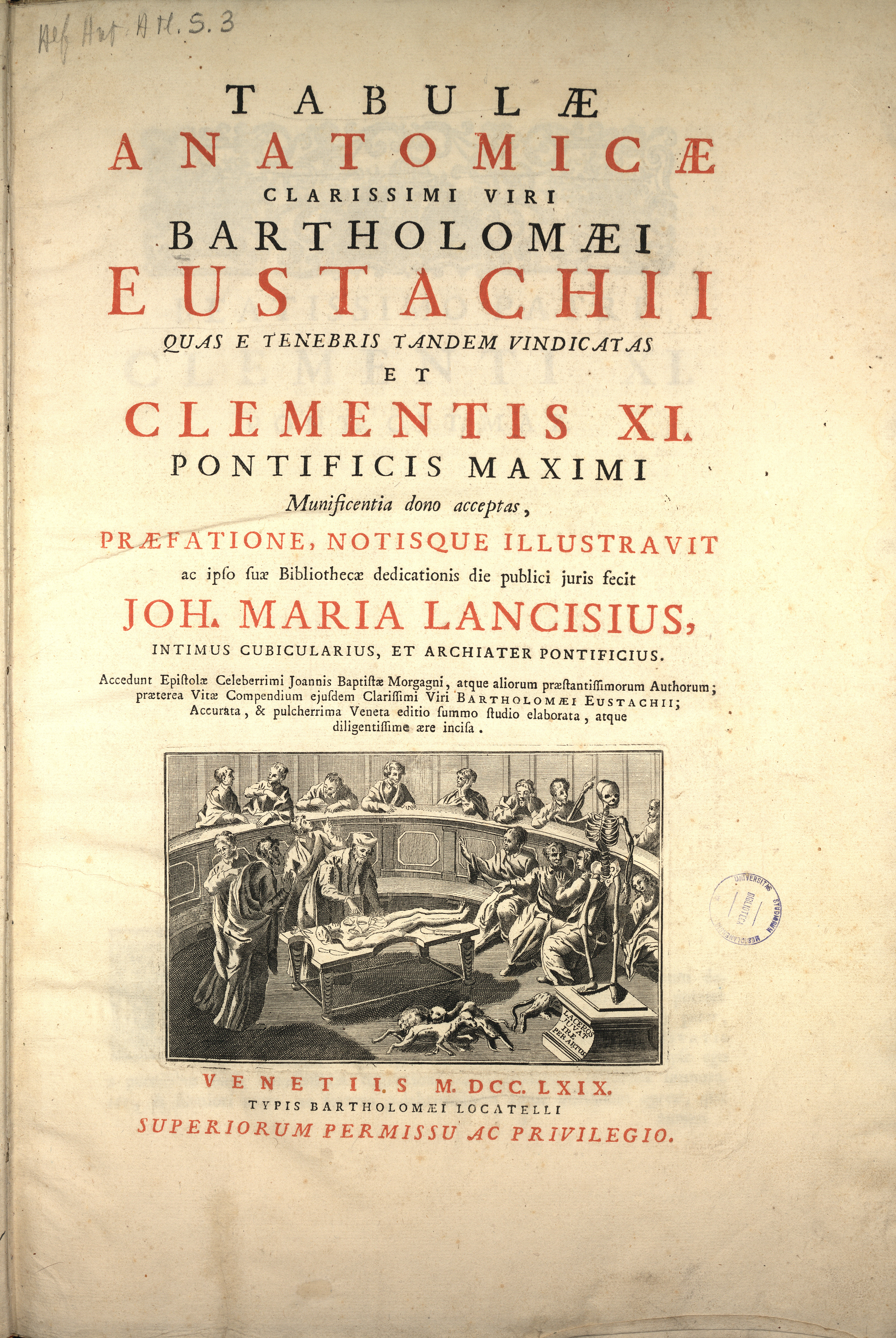
Tabulae anatomicae, 1769

Bartolomeo Eustachi oder Bartolom(m)eo Eustachio, latinisiert Bart(h)olomaeus Eustachius (* zwischen 1500 und 1510 in San Severino Marche; † 27. August 1574 auf dem Weg von Rom nach Fossombrone nahe  Fossato di Vico)  war ein italienischer Arzt und Anatom.

## Leben
Eustachi lebte ab 1549 in Rom, wo er päpstlicher Leibarzt war und am Collegio della Sapienza lehrte, der späteren Universität La Sapienza. Er erforschte und beschrieb viele Strukturen des menschlichen Körpers, u. a. die Eustachische Röhre (ein Teil des Gehörorgans), die Eustachische Klappe des rechten Herzvorhofs, die Nieren, den Uterus und – als Erster – 1513 die Nebennieren. 1552, also neun Jahre nach Vesalius, verfasste er ein Lehrbuch der Anatomie, die Tabulae anatomicae. Das Buch, das erst 1714 publiziert wurde (die 47 Tafeln fanden sich bei den Erben des Zeichners Pier Matteo Pini, der sie für Eustachi angefertigt hatte), enthielt eine bemerkenswerte Sammlung von anatomischen Zeichnungen und war in manchen Belangen exakter als das Werk des Vesalius. So kannte Eustachi, wie aus seiner 1550 veröffentlichten Beschreibung der Zahnentwicklung hervorgeht, im Gegensatz zu Vesalius die Funktion der Pulpahöhle. Bei seinen anatomischen Sektionen fand er auch pathologische Organveränderungen, die er wie seine Vorgänger jedoch nicht als spezifische Zeichen von Krankheiten deutete, denn zu seiner Zeit lieferte im Allgemeinen meist noch die Säftepathologie die Erklärung für die meisten Krankheiten.
Die nach Eustachi benannte Eustachische Röhre ist möglicherweise schon etwa 2000 Jahre zuvor von dem griechischen Naturphilosophen Alkmaion, der auch praktizierender Arzt gewesen sein soll, entdeckt worden.
Die letzten Dokumente von ihm stammen vom August 1574. Er war an das Krankenbett des Kardinals Giulio della Rovere in Fossombrone gerufen worden, dessen Leibarzt er war. Eustachi reiste von Rom auf der Via Flaminia dorthin und starb an einem unbekannten Ort nahe Fossato di Vìco (Provinz Perugia), was aus einem Testamentszusatz hervorgeht, der einen Tag vor seinem Tod in diesem Ort unterzeichnet wurde.

## Schriften (unvollständig)
- Libellus de dentibus (1550)
- Tabulae anatomicae (Rom 1714, Amsterdam 1722[5], Leiden 1744[6], Venedig 1769)
- Opuscula anatomica (Venedig 1563, 2. Auflage 1707[7])